# Avni Rudaku
Avni Rudaku (ur. 10 listopada 1984 w Gnjilanem) – kosowski pisarz i działacz polityczny związany z partią Samookreślenie.

## Życiorys
Ukończył studia z zakresu psychologii i socjologii na Uniwersytecie w Prisztinie, następnie odbył na tejże uczelni studia magisterskie z socjologii. Pracował jako asystent w filii Iliria College w Gnjilanem.
W 2010 roku dołączył do partii Samookreślenie, której został wiceprzewodniczącym. Wziął udział w wyborach parlamentarnych z 2010 roku, zdobywając prawie 3 tys. głosów, nie uzyskując mandatu. W wyborach samorządowych z 2013 roku uzyskał mandat radnego Gnjilane. Wycofał się z członkostwa w partii w lutym 2014 roku, następnie pracował jako publicysta, poeta i krytyk sztuki.
W 2013 roku otrzymał tytuł Ambasadora Pokoju od albańskiej Powszechnej Federacji Pokoju.
Jego nazwisko zostało wymienione w antologii Fjala poetike - Antologjia e poezisë shqipe në Kosovë.

## Twórczość
- Leximi i shkafanjitur postmodern[1]
- Nga Prishtina, me dashuri[5]
- Poezi pa frymë (2010)[1]